# Par de arranque
Par de arranque: Es el par que va a desarrollar el motor para romper sus condiciones iniciales de inercia y pueda comenzar a operar. 
Por lo general, las normas de diseño y fabricación de motores eléctricos establecen que un motor trifásico de inducción, que se alimenta al voltaje y la frecuencia nominal, debe soportar durante 15 segundos, sin frenarse y acelerarse bruscamente, un par de arranque igual a 1,6 veces el valor nominal.
Otros datos muy importantes para los motores de inducción son el par y la corriente que el motor demanda en el momento de arranque (par y corriente de arranque). Es conveniente aclarar la diferencia entre par máximo y par de arranque. Para aplicaciones especiales (aparatos de tracción, elevadores, máquinas con momento de inercia particular, etc), este dato se considera como parte de la especificación. La ejecución de la prueba se hace siempre por la vía directa con el freno.
- Datos: Q6060349